# Bradići Gornji
Bradići Gornji är en ort i Bosnien och Hercegovina.   Den ligger i entiteten Federationen Bosnien och Hercegovina, i den centrala delen av landet, 80 km norr om huvudstaden Sarajevo. Bradići Gornji ligger 241 meter över havet och antalet invånare är 468.
Terrängen runt Bradići Gornji är huvudsakligen lite kuperad. Bradići Gornji ligger nere i en dal. Närmaste större samhälle är Zavidovići, 7,6 km söder om Bradići Gornji. 
Omgivningarna runt Bradići Gornji är en mosaik av jordbruksmark och naturlig växtlighet. Runt Bradići Gornji är det ganska tätbefolkat, med 93 invånare per kvadratkilometer.